# Kasai Canoe Slalom Centre
Kasai Canoe Slalom Centre (jap. カヌー・スラロームセンター) – sztuczny tor kajakarstwa górskiego w Tokio, stolicy Japonii. Został wybudowany w latach 2017–2019 z myślą o organizacji Letnich Igrzysk Olimpijskich 2020.
Budowa toru rozpoczęła się w czerwcu 2017 roku i zakończyła w maju 2019 roku (budowę budynku administracyjnego ukończono w grudniu 2019 roku). Koszt budowy wyniósł 7 mld ¥. Obiekt powstał tuż obok parku Kasai Rinkai. Jest to pierwszy sztuczny tor kajakarstwa górskiego w Japonii. Podczas Letnich Igrzysk Olimpijskich 2020 odbędą się na nim konkurencje kajakarstwa górskiego.
Tor ma ok. 200 m długości i średnio ok. 10 m szerokości, a różnica wysokości pomiędzy startem i metą wynosi 4,5 m. Na czas Letnich Igrzysk Olimpijskich 2020 przy torze ustawiono tymczasowe trybuny mogące pomieścić 7500 widzów.